# Hutch Lake
Hutch Lake är en sjö i Kanada.   Den ligger i provinsen Alberta, i den centrala delen av landet, 3 100 km väster om huvudstaden Ottawa. Hutch Lake ligger 325 meter över havet. Arean är 5,7 kvadratkilometer. Den sträcker sig 8,1 kilometer i nord-sydlig riktning, och 7,9 kilometer i öst-västlig riktning.
I omgivningarna runt Hutch Lake växer i huvudsak blandskog. Trakten runt Hutch Lake är nära nog obefolkad, med mindre än två invånare per kvadratkilometer.